# Zemský okres Vechta
Zemský okres Vechta (německy Landkreis Vechta) je zemský okres v německé spolkové zemi Dolní Sasko. Sídlem správy zemského okresu je město Vechta. Má přibližně 140 tisíc obyvatel. 

## Města a obce
| Města: 1. Damme 2. Dinklage 3. Lohne 4. Vechta | Obce: 1. Bakum 2. Goldenstedt 3. Holdorf 4. Neuenkirchen-Vörden 5. Steinfeld 6. Visbek |